# Olav Jordet
Olav Jordet, né le 27 décembre 1939 à Tolga, est un biathlète norvégien. Il est le premier champion du monde norvégien de biathlon.

## Biographie
En 1962, il gagne son premier titre national et une médaille de bronze par équipes aux Championnats du monde, à ses débuts internationaux.
Il est médaillé de bronze sur l'individuel des Jeux olympiques d'hiver de 1964, avant de remporter l'année suivante le titre mondial de cette discipline à Elverum avec un 19/20 au tir et également par équipes. Il reçoit cette année la Médaille d'or de l'Aftenposten. En 1966 et 1967, il ajoute deux autres titres mondiaux en relais à son palmarès.
Aux Jeux olympiques d'hiver de 1968, il remporte la médaille d'argent sur le relais pour sa dernière grande compétition mondiale.

## Palmarès

### Jeux olympiques
- Jeux olympiques d'hiver de 1964 à Innsbruck :
  -  Médaille de bronze à l'individuel.
- Jeux olympiques d'hiver de 1968 à Grenoble :
  -  Médaille d'argent en relais.

### Championnats du monde
- Mondiaux 1962 à Hämeenlinna :
  -  Médaille de bronze par équipes.
- Mondiaux 1963 à Seefeld :
  -  Médaille de bronze par équipes.
- Mondiaux 1965 à Elverum :
  -  Médaille d'or à l'individuel.
  -  Médaille d'or par équipes.
- Mondiaux 1966 à Garmisch-Partenkirchen :
  -  Médaille d'or en relais.
- Mondiaux 1967 à Altenberg :
  -  Médaille d'or en relais.